# Walter Hackett
Walter Hackett, född den 10 november 1876 i Oakland, Kalifornien, död den 20 januari 1944 i New York USA, var en amerikansk författare och dramatiker. Ett flertal av hans pjäser, däribland Freedom of the Seas, Regeneration, Hyde Park Corner, The Gay Adventure, 77 Rue Chalgrin, The Barton Mystery, It Pays to Advertise, 77 Park Lane, It Pays to Advertise och Other Men's Wives har filmatiserats.